# 金勝寺 (刈谷市)
金勝寺（こんしょうじ）は、愛知県刈谷市高津波町5丁目67にある真宗大谷派の寺院。山号は高布山。本尊は方便法身尊像。高津波町には曹洞宗の医王寺もある。

## 歴史

### 創建
西三河では蓮如上人の活動によって多くの真宗高田派寺院が真宗本願寺派に変わった。文明16年（1484年）には慶宗が蓮如に帰依し、高津波道場として開いたのが始まりとされる。刈谷では正覚寺、専光寺、西勝寺、法林寺、順慶寺、浄信寺なども蓮如の影響で改宗した寺院である。

### 近世
寛延4年（1751年）には鐘楼が建立された。安永5年（1776年）には本堂が建立された。

### 近代
太平洋戦争時の1943年（昭和18年）には、名古屋市立呼続国民学校から医王寺や金勝寺に学童疎開が行われた。

### 現代
本尊の方便法身尊像には蓮如上人自筆とされる裏書があり、1958年（昭和33年）には刈谷市指定文化財に指定された。裏書には「高津浪道場願主釋慶宗」と書かれており、高津波という地名の初出とされる。付近には衣ケ浦（衣浦湾）の波が打ち寄せるところから高津波と呼ばれるようになったとされる。
1990年（平成2年）には本堂が修復された。

## 境内

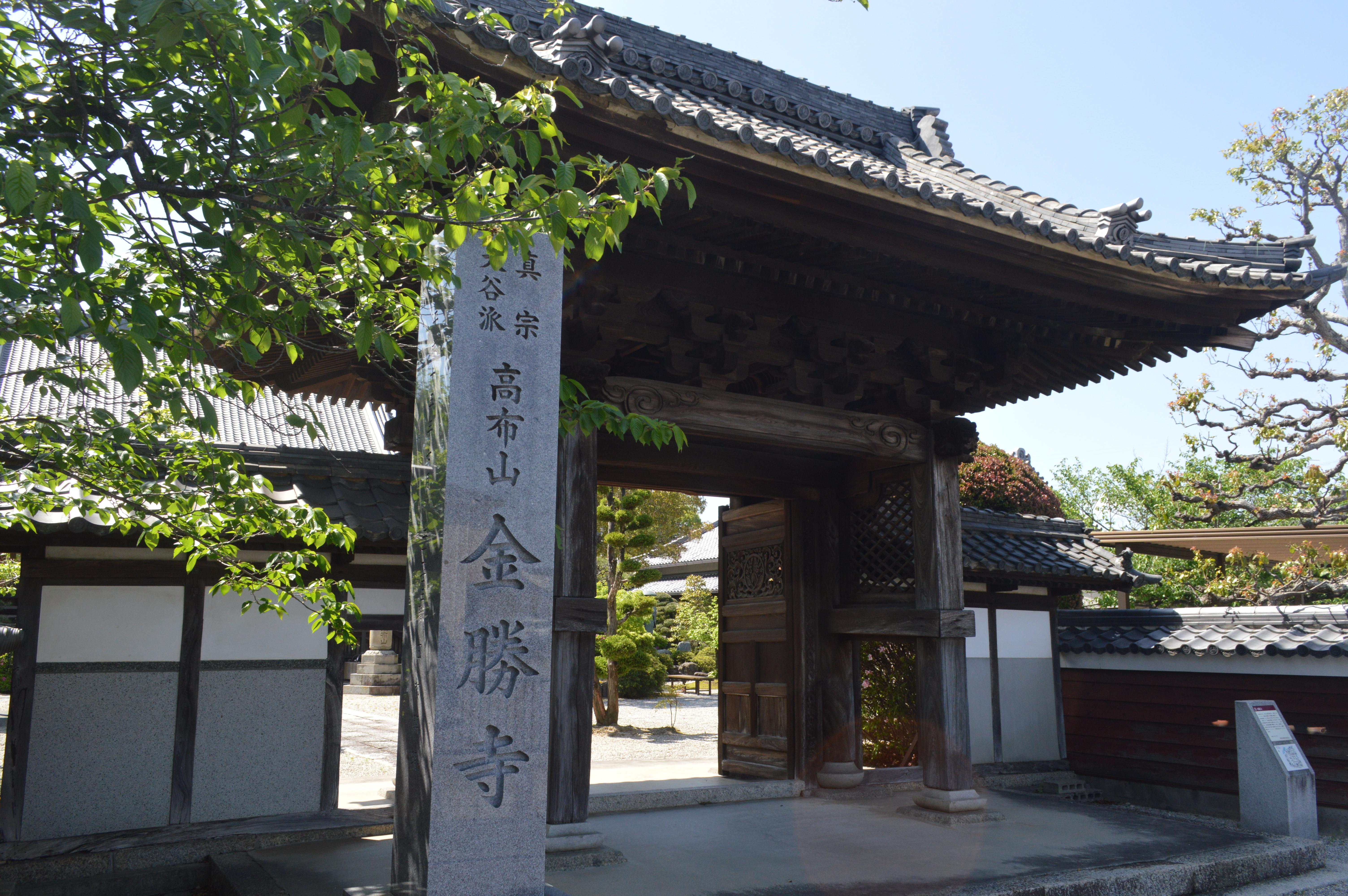
山門

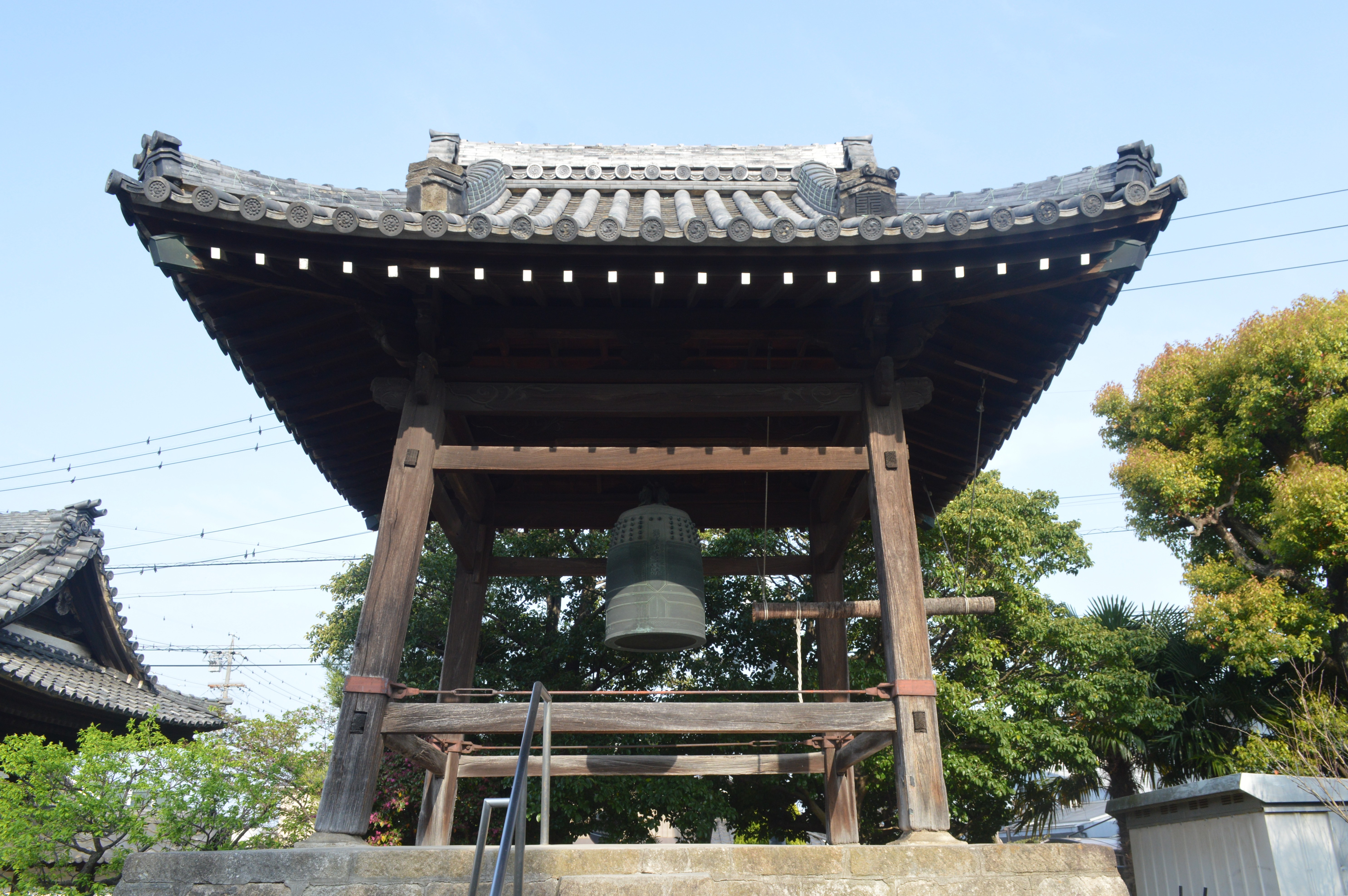
本堂
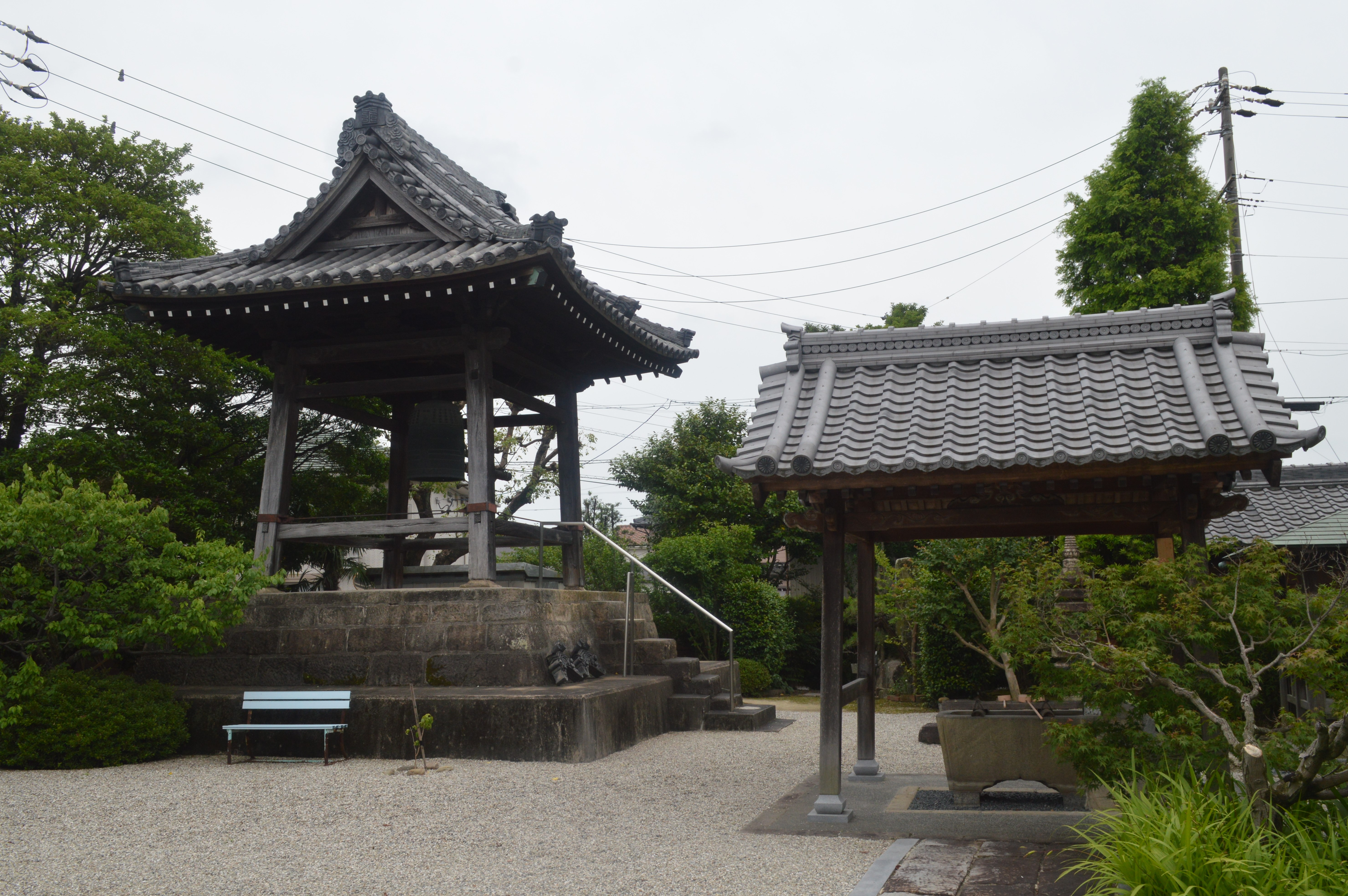
山門
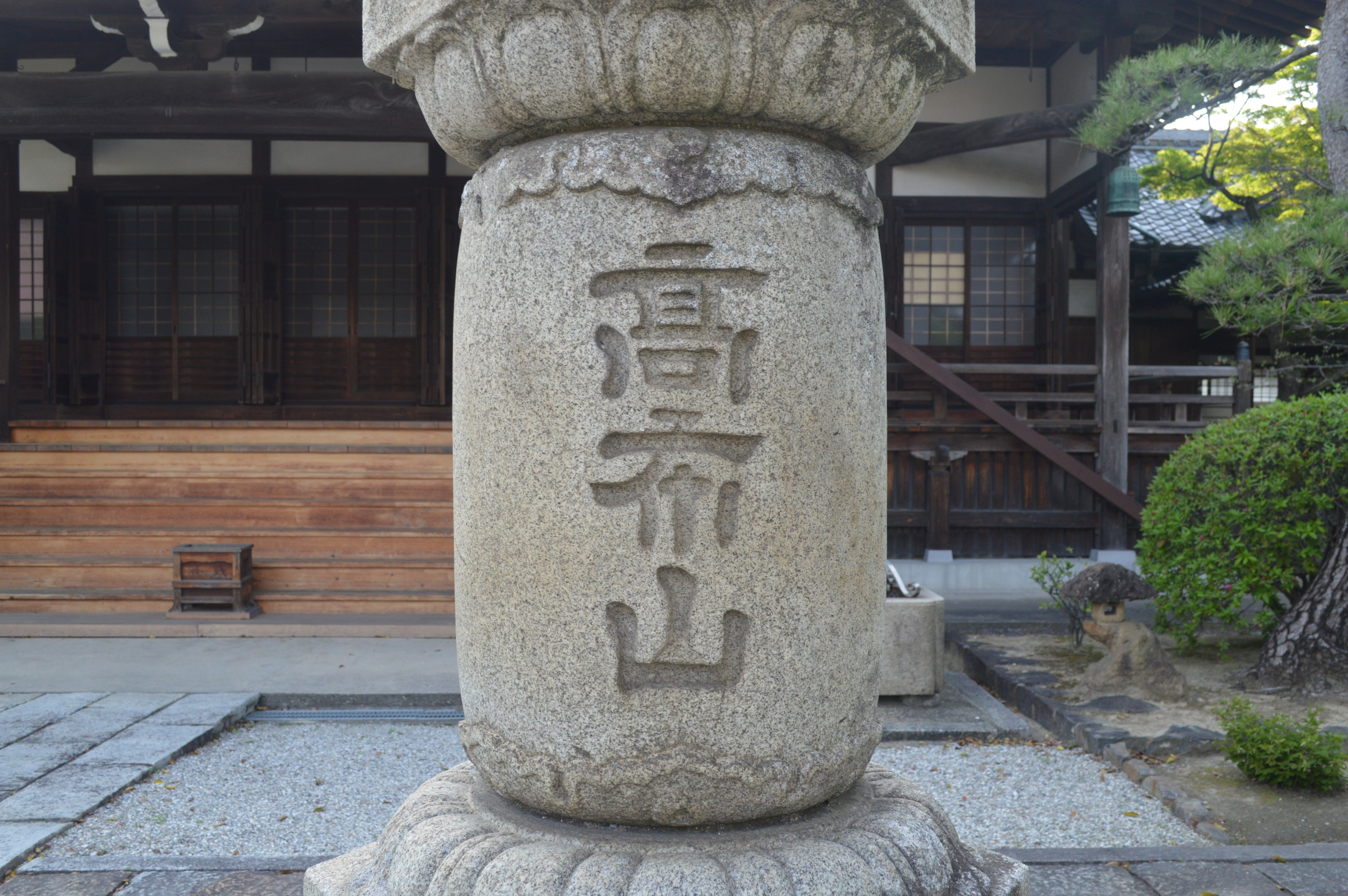
鐘楼
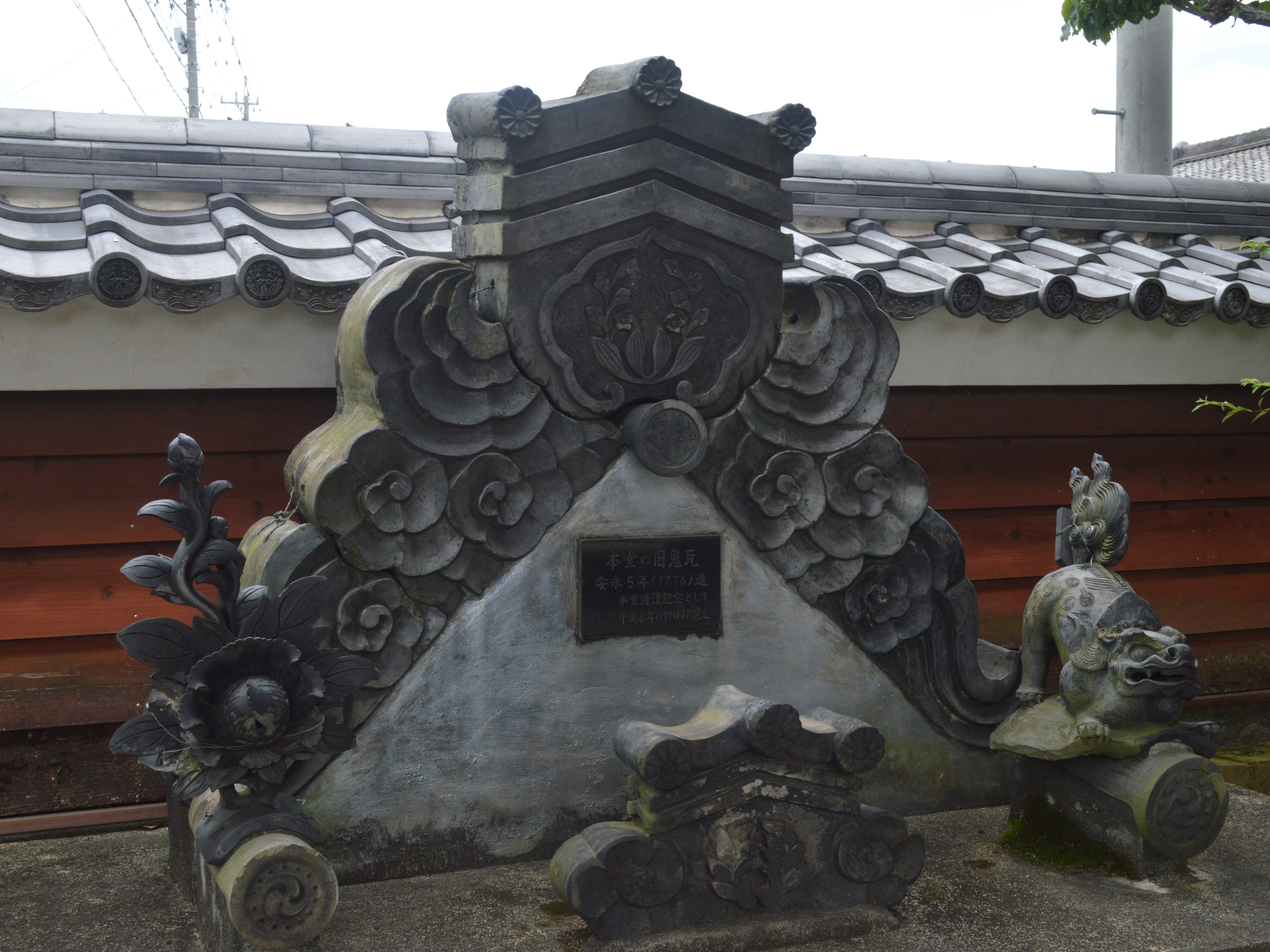
手水舎

- 鐘楼
- 手水舎
- 石灯籠
- 旧本堂の鬼瓦

## 文化財

### 市指定文化財
- 蓮如上人の裏書 - 1958年（昭和33年）2月25日指定[3]
- 静観堂屏風 - 2018年（平成30年）7月27日指定[3]

## 所在地
所在地
- 448-0047 愛知県刈谷市高津波町5丁目67

アクセス
- JR東海道本線逢妻駅より徒歩